# ECHL 2007/08
Die Saison 2007/08 war die 20. reguläre Saison der ECHL. Die 25 Teams absolvierten in der regulären Saison je 72 Begegnungen. Das punktbeste Team der regulären Saison waren die Cincinnati Cyclones, die in den Play-offs auch ihren ersten Kelly Cup überhaupt gewannen.

## Teamänderungen
Folgende Änderungen wurden vor Beginn der Saison vorgenommen:
- Die Long Beach Ice Dogs stellten den Spielbetrieb ein.
- Die Toledo Storm wurden inaktiv, da ihre Arena abgerissen wurde und einem Neubau weichen musste.
- Die Mississippi Sea Wolves kehrten nach einer zweijährigen Inaktivität bedingt durch Schäden an der eigenen Arena durch Hurrikan Katrina in die Liga zurück.
- Die Elmira Jackals aus der United Hockey League wurden als Expansionsteam in die Liga aufgenommen.
- Die Trenton Titans änderten ihren Namen in Trenton Devils.

## Reguläre Saison

### Abschlusstabellen
Abkürzungen: GP = Spiele, W = Siege, L = Niederlagen, T = Unentschieden, OTL = Niederlage nach Overtime, GF = Erzielte Tore, GA = Gegentore, Pts = Punkte

#### American Conference
| North Division      | GP | W  | L  | OTL | SOL | GF  | GA  | Pts |
| ------------------- | -- | -- | -- | --- | --- | --- | --- | --- |
| Cincinnati Cyclones | 72 | 55 | 12 | 1   | 4   | 292 | 178 | 115 |
| Elmira Jackals      | 72 | 41 | 24 | 3   | 4   | 245 | 219 | 89  |
| Reading Royals      | 72 | 38 | 26 | 6   | 2   | 247 | 233 | 83  |
| Johnstown Chiefs    | 72 | 36 | 30 | 3   | 3   | 235 | 234 | 78  |
| Dayton Bombers      | 72 | 29 | 31 | 6   | 6   | 201 | 229 | 70  |
| Trenton Devils      | 72 | 29 | 36 | 3   | 4   | 183 | 220 | 65  |
| Wheeling Nailers    | 72 | 22 | 43 | 3   | 4   | 186 | 284 | 51  |

| South Division           | GP | W  | L  | OTL | SOL | GF  | GA  | Pts |
| ------------------------ | -- | -- | -- | --- | --- | --- | --- | --- |
| Texas Wildcatters        | 72 | 52 | 9  | 4   | 7   | 266 | 177 | 115 |
| South Carolina Stingrays | 72 | 47 | 22 | 2   | 1   | 256 | 192 | 97  |
| Gwinnett Gladiators      | 72 | 44 | 23 | 2   | 3   | 247 | 198 | 93  |
| Florida Everblades       | 72 | 39 | 25 | 4   | 4   | 230 | 198 | 86  |
| Columbia Inferno         | 72 | 33 | 28 | 5   | 6   | 217 | 227 | 77  |
| Charlotte Checkers       | 72 | 34 | 31 | 1   | 6   | 212 | 229 | 75  |
| Augusta Lynx             | 72 | 32 | 35 | 1   | 4   | 200 | 223 | 69  |
| Mississippi Sea Wolves   | 72 | 29 | 40 | 1   | 2   | 204 | 262 | 61  |
| Pensacola Ice Pilots     | 72 | 19 | 44 | 4   | 5   | 157 | 263 | 47  |

#### National Conference
| Pacific Division    | GP | W  | L  | OTL | SOL | GF  | GA  | Pts |
| ------------------- | -- | -- | -- | --- | --- | --- | --- | --- |
| Las Vegas Wranglers | 72 | 47 | 13 | 5   | 7   | 244 | 179 | 106 |
| Fresno Falcons      | 72 | 42 | 22 | 4   | 4   | 242 | 216 | 92  |
| Bakersfield Condors | 72 | 26 | 37 | 2   | 7   | 230 | 280 | 61  |
| Stockton Thunder    | 72 | 27 | 40 | 3   | 2   | 200 | 250 | 59  |

| West Division         | GP | W  | L  | OTL | SOL | GF  | GA  | Pts |
| --------------------- | -- | -- | -- | --- | --- | --- | --- | --- |
| Victoria Salmon Kings | 72 | 42 | 23 | 4   | 3   | 256 | 239 | 91  |
| Idaho Steelheads      | 72 | 40 | 22 | 5   | 5   | 224 | 183 | 90  |
| Alaska Aces           | 72 | 41 | 26 | 4   | 1   | 245 | 229 | 87  |
| Utah Grizzlies        | 72 | 32 | 30 | 2   | 8   | 239 | 259 | 74  |
| Phoenix RoadRunners   | 72 | 24 | 39 | 5   | 4   | 208 | 265 | 57  |

## Kelly-Cup-Playoffs

### American-Conference-Qualifikation
- (N4) Johnstown Chiefs – (N5) Dayton Bombers 2:0
- (S1) Texas Wildcatters – (S8) Mississippi Sea Wolves 3:1
- (S2) South Carolina Stingrays – (S7) Augusta Lynx 3:2
- (S3) Gwinnett Gladiators – (S6) Charlotte Checkers 3:0
- (S4) Florida Everblades – (S5) Columbia Inferno 0:3

### Turnierplan
|  | Erste Runde | Erste Runde              | Erste Runde              |                          |                     | Zweite Runde | Zweite Runde | Zweite Runde |  |  | Dritte Runde | Dritte Runde | Dritte Runde |  |  | Kelly-Cup-Finale | Kelly-Cup-Finale | Kelly-Cup-Finale |
|  |             |                          |                          |                          |                     |              |              |              |  |  |              |              |              |  |  |                  |                  |                  |
|  | N1          | Cincinnati Cyclones      | 4                        |                          |                     |              |              |              |  |  |              |              |              |  |  |                  |                  |                  |
|  | N4          | Johnstown Chiefs         | 0                        |                          |                     |              |              |              |  |  |              |              |              |  |  |                  |                  |                  |
|  | N4          | Johnstown Chiefs         | 0                        | N1                       | Cincinnati Cyclones | 4            |              |              |  |  |              |              |              |  |  |                  |                  |                  |
|  |             |                          |                          | N1                       | Cincinnati Cyclones | 4            |              |              |  |  |              |              |              |  |  |                  |                  |                  |
|  |             |                          | N3                       | Reading Royals           | 3                   |              |              |              |  |  |              |              |              |  |  |                  |                  |                  |
|  | N2          | Elmira Jackals           | N3                       | Reading Royals           | 3                   | 2            |              |              |  |  |              |              |              |  |  |                  |                  |                  |
|  | N2          | Elmira Jackals           |                          |                          |                     | 2            |              |              |  |  |              |              |              |  |  |                  |                  |                  |
|  | N3          | Reading Royals           | 4                        |                          |                     |              |              |              |  |  |              |              |              |  |  |                  |                  |                  |
|  | N3          | Reading Royals           | 4                        | N1                       | Cincinnati Cyclones | 4            |              |              |  |  |              |              |              |  |  |                  |                  |                  |
|  |             |                          |                          | N1                       | Cincinnati Cyclones | 4            |              |              |  |  |              |              |              |  |  |                  |                  |                  |
|  |             | S2                       | South Carolina Stingrays | 1                        |                     |              |              |              |  |  |              |              |              |  |  |                  |                  |                  |
|  | S1          | S2                       | South Carolina Stingrays | 1                        | Texas Wildcatters   | 2            |              |              |  |  |              |              |              |  |  |                  |                  |                  |
|  | S1          |                          |                          |                          | Texas Wildcatters   | 2            |              |              |  |  |              |              |              |  |  |                  |                  |                  |
|  | S5          | Columbia Inferno         | 3                        |                          |                     |              |              |              |  |  |              |              |              |  |  |                  |                  |                  |
|  | S5          | Columbia Inferno         | 3                        | S5                       | Columbia Inferno    | 2            |              |              |  |  |              |              |              |  |  |                  |                  |                  |
|  |             |                          |                          | S5                       | Columbia Inferno    | 2            |              |              |  |  |              |              |              |  |  |                  |                  |                  |
|  |             |                          | S2                       | South Carolina Stingrays | 3                   |              |              |              |  |  |              |              |              |  |  |                  |                  |                  |
|  | S3          | Gwinnett Gladiators      | S2                       | South Carolina Stingrays | 3                   | 2            |              |              |  |  |              |              |              |  |  |                  |                  |                  |
|  | S3          | Gwinnett Gladiators      |                          |                          |                     |              |              |              |  |  |              |              |              |  |  |                  |                  |                  |
|  | S2          | South Carolina Stingrays | 3                        |                          |                     |              |              |              |  |  |              |              |              |  |  |                  |                  |                  |
|  | S2          | South Carolina Stingrays | 3                        | N1                       | Cincinnati Cyclones | 4            |              |              |  |  |              |              |              |  |  |                  |                  |                  |
|  |             |                          |                          |                          |                     |              |              |              |  |  |              |              |              |  |  |                  |                  |                  |
|  |             | P1                       | Las Vegas Wranglers      | 2                        |                     |              |              |              |  |  |              |              |              |  |  |                  |                  |                  |
|  | P1          | P1                       | Las Vegas Wranglers      | 2                        | Las Vegas Wranglers | 4            |              |              |  |  |              |              |              |  |  |                  |                  |                  |
|  | P1          |                          |                          |                          | Las Vegas Wranglers | 4            |              |              |  |  |              |              |              |  |  |                  |                  |                  |
|  | P4          | Stockton Thunder         | 2                        |                          |                     |              |              |              |  |  |              |              |              |  |  |                  |                  |                  |
|  | P4          | Stockton Thunder         | 2                        | P1                       | Las Vegas Wranglers | 4            |              |              |  |  |              |              |              |  |  |                  |                  |                  |
|  |             |                          |                          | P1                       | Las Vegas Wranglers | 4            |              |              |  |  |              |              |              |  |  |                  |                  |                  |
|  |             |                          | W3                       | Alaska Aces              | 1                   |              |              |              |  |  |              |              |              |  |  |                  |                  |                  |
|  | W2          | Idaho Steelheads         | W3                       | Alaska Aces              | 1                   | 0            |              |              |  |  |              |              |              |  |  |                  |                  |                  |
|  | W2          | Idaho Steelheads         |                          |                          |                     | 0            |              |              |  |  |              |              |              |  |  |                  |                  |                  |
|  | W3          | Alaska Aces              | 4                        |                          |                     |              |              |              |  |  |              |              |              |  |  |                  |                  |                  |
|  | W3          | Alaska Aces              | 4                        | P1                       | Las Vegas Wranglers | 4            |              |              |  |  |              |              |              |  |  |                  |                  |                  |
|  |             |                          |                          | P1                       | Las Vegas Wranglers | 4            |              |              |  |  |              |              |              |  |  |                  |                  |                  |
|  |             | W4                       | Utah Grizzlies           | 0                        |                     |              |              |              |  |  |              |              |              |  |  |                  |                  |                  |
|  | P2          | W4                       | Utah Grizzlies           | 0                        | Fresno Falcons      | 2            |              |              |  |  |              |              |              |  |  |                  |                  |                  |
|  | P2          |                          |                          |                          |                     |              |              |              |  |  |              |              |              |  |  |                  |                  |                  |
|  | W4          | Utah Grizzlies           | 4                        |                          |                     |              |              |              |  |  |              |              |              |  |  |                  |                  |                  |
|  | W4          | Utah Grizzlies           | 4                        | W4                       | Utah Grizzlies      | 4            |              |              |  |  |              |              |              |  |  |                  |                  |                  |
|  |             |                          |                          | W4                       | Utah Grizzlies      | 4            |              |              |  |  |              |              |              |  |  |                  |                  |                  |
|  |             |                          | W1                       | Victoria Salmon Kings    | 1                   |              |              |              |  |  |              |              |              |  |  |                  |                  |                  |
|  | W1          | Victoria Salmon Kings    | W1                       | Victoria Salmon Kings    | 1                   | 4            |              |              |  |  |              |              |              |  |  |                  |                  |                  |
|  | W1          | Victoria Salmon Kings    |                          |                          |                     |              |              |              |  |  |              |              |              |  |  |                  |                  |                  |
|  | P3          | Bakersfield Condors      | 2                        |                          |                     |              |              |              |  |  |              |              |              |  |  |                  |                  |                  |

### Kelly-Cup-Sieger
| Kelly-Cup-Sieger Cincinnati Cyclones | Mathieu Aubin, Thomas Beauregard, Jimmy Bonneau, Maxime Daigneault, Jean-Michel Daoust, Jason Deitsch, David Desharnais, Cédrick Desjardins, Barret Ehgoetz, Jon Gleed, Billy Irish-Baker, Olivier Latendresse, Matt Macdonald, Ryan Maki, Conrad Martin, T. J. McElroy, Sean Perkins, Scott Reynolds, Ryan Russell, Chad Starling, Bryan Schmidt, Jeremy Swanson, Matt Syroczynski, Avery Wilson Trainer: Chuck Weber |

## Vergebene Trophäen
| Auszeichnung                                                                   | Spieler             | Team                |
| ------------------------------------------------------------------------------ | ------------------- | ------------------- |
| John Brophy Award Bester Trainer                                               | Chuck Weber         | Cincinnati Cyclones |
| ECHL Most Valuable Player Bester Spieler der regulären Saison                  | David Desharnais    | Cincinnati Cyclones |
| Kelly Cup Playoffs Most Valuable Player Bester Spieler der Playoffs            | Cédrick Desjardins  | Cincinnati Cyclones |
| ECHL Rookie of the Year Bester Rookie der regulären Saison                     | David Desharnais    | Cincinnati Cyclones |
| ECHL Goaltender of the Year Bester Torwart der regulären Saison                | Anton Chudobin      | Texas Wildcatters   |
| ECHL Defenseman of the Year Bester Verteidiger der regulären Saison            | Peter Metcalf       | Alaska Aces         |
| ECHL Leading Scorer Bester Scorer der regulären Saison                         | David Desharnais    | Cincinnati Cyclones |
| ECHL Plus Performer Award Spieler mit der besten Plus/Minus-Bilanz             | Chad Starling       | Cincinnati Cyclones |
| ECHL Sportsmanship Award Hoher sportlicher Standard und vorbildliches Benehmen | Jeff Campbell       | Gwinnett Gladiators |
| Birmingham Memorial Award Bester Schiedsrichter                                | David Jones         | David Jones         |
| Kelly Cup Gewinner der ECHL-Playoffs                                           | Cincinnati Cyclones | Cincinnati Cyclones |
| Henry Brabham Cup Bestes Team der regulären Saison                             | Cincinnati Cyclones | Cincinnati Cyclones |
| E. A. „Bud“ Gingher Memorial Trophy Bestes Team der American Conference        | Cincinnati Cyclones | Cincinnati Cyclones |
| Bruce Taylor Trophy Bestes Team der National Conference                        | Las Vegas Wranglers | Las Vegas Wranglers |